# Escuela de Imagen y Sonido de Vigo
La Escuela de Imagen y Sonido de Vigo (eisv) es una escuela de medios audiovisuales situada en Vigo, España.
Es un centro oficial autorizado por el Ministerio de Educación y Ciencia y la Consellería de Educación de la Xunta de Galicia, para impartir ciclos formativos desde 1997.
El centro está autorizado para impartir los ciclos formativos en las especialidades de Imagen y Sonido:
Animación 3D, videojuegos y entornos interactivos.
Caracterización y maquillaje profesional.
Iluminación y tratamiento de la imagen.
Producción de audiovisuales.
Realización de audiovisuales.
Sonido de audiovisuales.
Video DJ.

En 2001 la escuela firmó un convenio con la Escuela Internacional de Cine y Televisión de Cuba a partir del cual ambos centros intercambiarían recursos técnicos, profesorado y alumnado.

## Galería

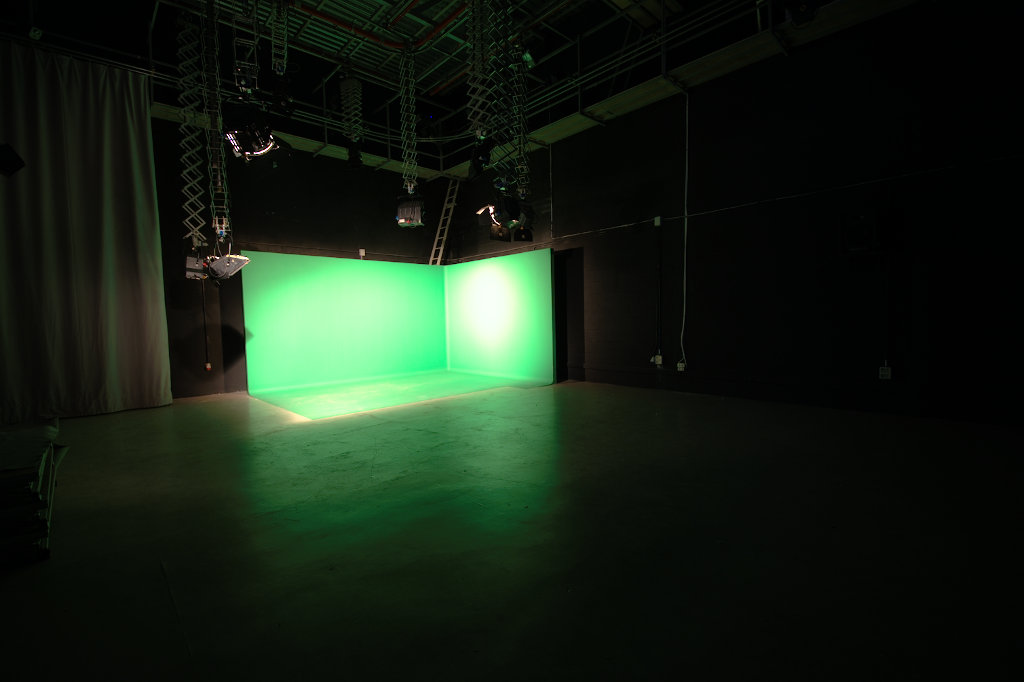
Plató 200 instalación y croma donde realizan prácticas los alumnos de la Escuela de Imagen y Sonido de Vigo
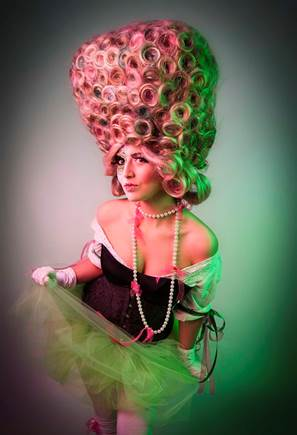
Práctica realizada por alumnos de Caracterización de la Escuela de Imagen y Sonido de Vigo
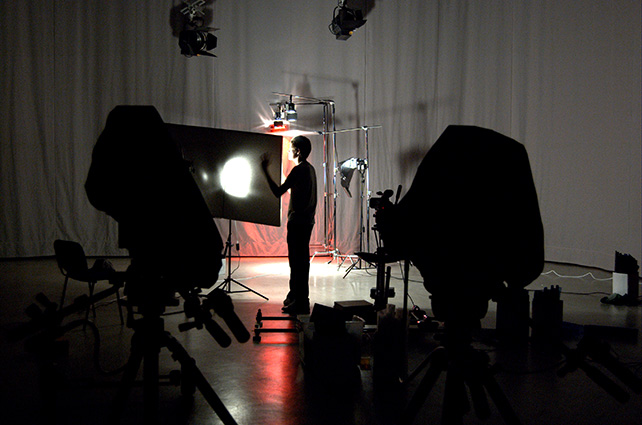
Ejecución de un trabajo de Imagen dentro de la Escuela de Imagen y Sonido de Vigo
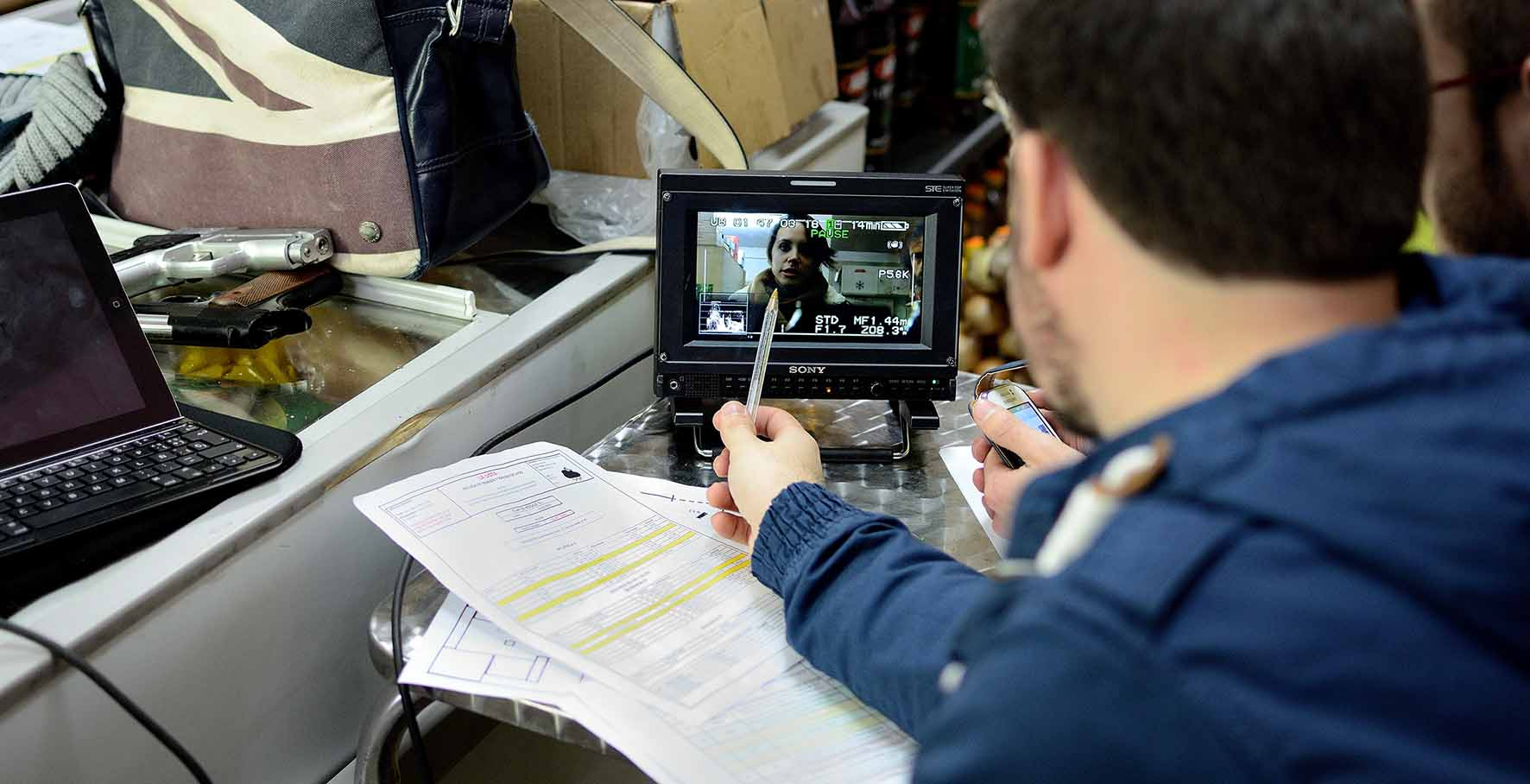
Práctica de producción de audiovisuales dentro de la Escuela de Imagen y Sonido de Vigo
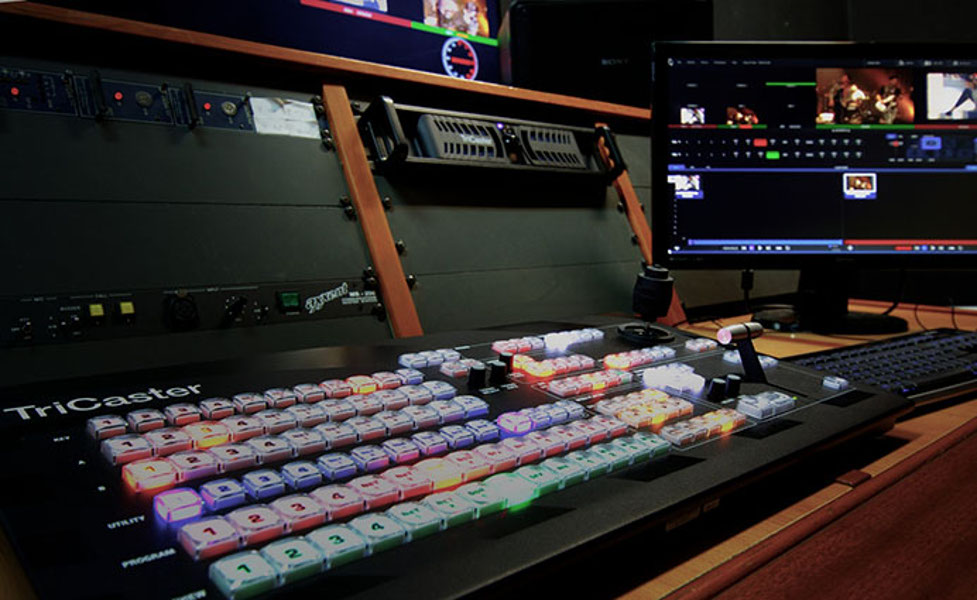
Cabina de control de realización del plató 200 en la Escuela de Imagen y Sonido de Vigo
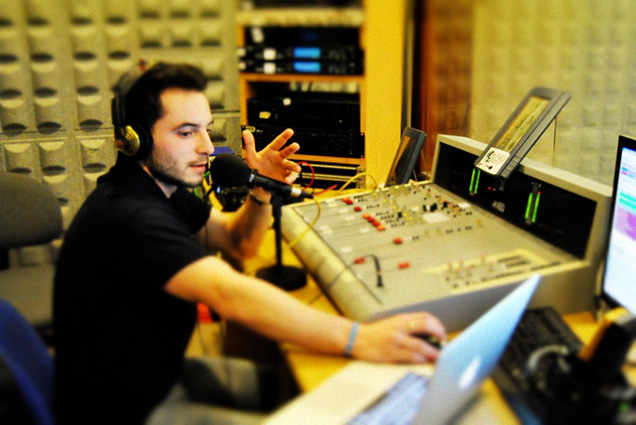
Realización de programa de radio por parte de los alumnos de le EISV
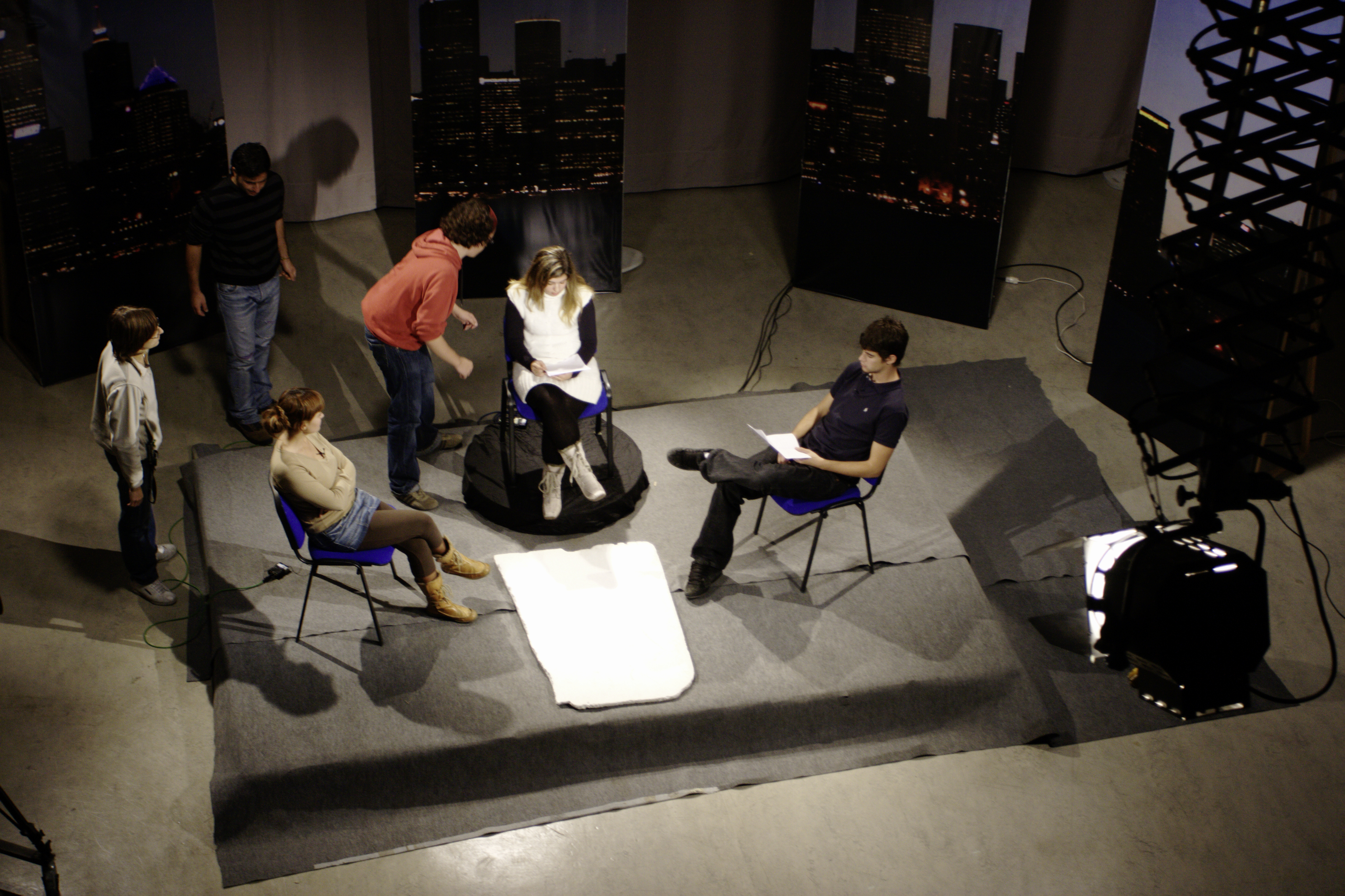
Realización de un programa de televisión en directo